# Добіляй (Расейняйський район)
Добіляй (Dobiliai) — хутір у Литві, Расейняйський район, Ґіркалніське староство, знаходиться за 6 км від села Вередува. 1989 року на хуторі проживало 4, 2001-го — 7, 2011-го — 9 людей.
За кілька кілометрів — хутір Бучюняй.

## Принагідно
- Dobiliai (Raseiniai) [Архівовано 8 листопада 2016 у Wayback Machine.]

| Литва | Це незавершена стаття з географії Литви. Ви можете допомогти проєкту, виправивши або дописавши її. |